# Ministerium für Chemische Industrie

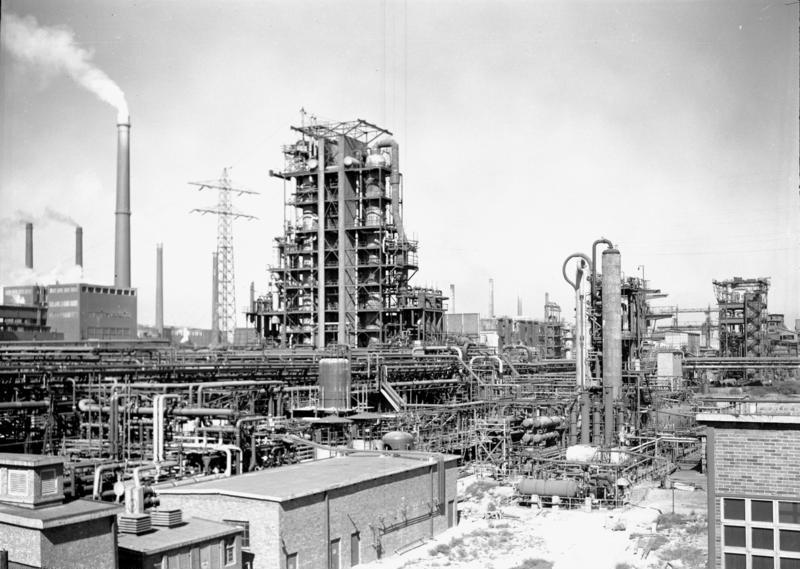
Destillationsanlage in den Leunawerken (1959).

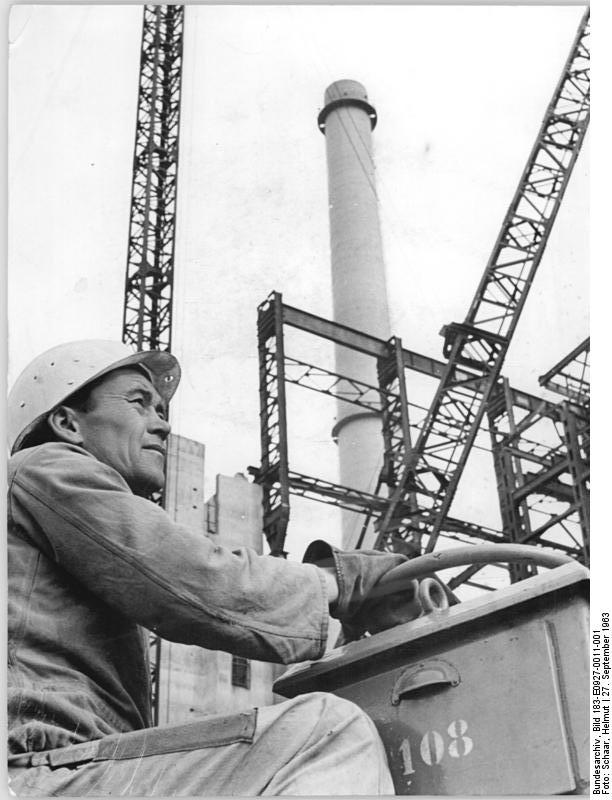
Großbaustelle Leuna II (1963).

Das Ministerium für Chemische Industrie (MfC) war ein Ministerium der DDR. Als Zentrales Organ des Ministerrats war das Ministerium ab 1965 für die Planung und Leitung der chemischen Industrie in der DDR zuständig. 1990 gingen Teile des Ministeriums in das Ministerium für Schwerindustrie über, bevor dieses mit dem Beitritt der DDR zur Bundesrepublik aufgelöst wurden.

## Geschichte
Vorgänger des Ministeriums für Chemische Industrie war das Staatssekretariat für Chemie, Steine und Erden, das im November 1951 durch Aufgliederung des Ministeriums für Schwerindustrie entstand. Das Staatssekretariat für Chemie, Steine und Erden wurde im April 1953 in Staatssekretariats für Chemie umbenannt. Im November 1953 wurde das Staatssekretariat erneut in das Ministerium für Schwerindustrie eingegliedert. Am 1. Januar 1954 wurden die SAG-Betriebe – darunter auch die der chemischen Industrie – von der Sowjetunion an die DDR zurückgegeben. 1955 wurde das Ministerium für Schwerindustrie in das Ministerium für Erzbergbau, Metallurgie und Kali, das Ministerium für Kohle und Energie sowie das Ministerium für Chemische Industrie aufgeteilt. Diese Ministerien wurden 1961 in den Volkswirtschaftsrat der DDR eingegliedert.
Vor allem der mitteldeutsche Raum mit dem sogenannten Chemiedreieck Wolfen – Leuna – Bitterfeld war ein bedeutender Produktionsstandort für die chemische Grundstoffindustrie der DDR. Das größte Chemiewerk Europas, die aus den ehemaligen I.G.-Farben-Werken in Bitterfeld hervorgegangene Leunawerke und andere dort angesiedelte Chemiebetriebe wurden nach dem 1958 vom ZK der SED beschlossenen Chemieprogramm ausgebaut. 
Die Städte des Mitteldeutschen Chemiedreieckes entwickelten sich dabei nicht nur zu wichtigen industriellen Zentren in der DDR, sondern wurden auch Keimzellen und entscheidende Ausgangspunkte einer neuen „sozialistischen Kulturpolitik“. Hier wurden der Bitterfelder Weg, die Zirkel schreibender Arbeiter, die Arbeiterfestspiele der DDR und die Brigaden der sozialistischen Arbeit ins Leben gerufen.
Nach Auflösung des Volkswirtschaftsrates Ende 1965 wurde das Ministeriums für Chemische Industrie erneut gebildet. 1975 erhielt das Ministerium zeitgleich zu den anderen Industrieministerien der DDR ein Statut. Darin waren die zum Verantwortungsbereich des Ministeriums gehörenden Industriezweige definiert als:
- erdölverarbeitende und petrolchemische Industrie
- plast- und elasterzeugende und plast- und elastverarbeitende Industrie
- anorganische und agrochemische Industrie
- Chemiefaserindustrie
- Industrie für fotochemische Erzeugnisse und Aufzeichnungsmaterialien
- industrielle Herstellung von Farben, Lacken und Anstrichstoffen
- pharmazeutische Industrie
- kosmetische und Waschmittelindustrie
- Produktionsmittelgroßhandel für chemische Erzeugnisse
- Chemieanlagen- und -apparatebau

Das Ministerium für Chemische Industrie war wie die meisten Industrieministerien der DDR im Berliner Haus der Ministerien an der Ecke Leipziger Straße / Wilhelmstraße ansässig. Das Gebäude wurde 1935/36 für das Reichsluftfahrtministerium errichtet und wird seit 1999 vom Finanzministerium genutzt.
Entwicklungsschwerpunkte der chemischen Industrie der DDR waren die Mineralölverarbeitung sowie die Herstellung von Kunststoffen, synthetischen Fasern sowie Düngemitteln. Die bedeutende Kali- und Steinsalzindustrie unterstand jedoch dem Ministerium für Erzbergbau, Metallurgie und Kali. Mit der Umstellung des Rohstoffeinsatzes von Braunkohle auf Erdöl erfolgte in den 60er Jahren des zwanzigsten Jahrhunderts ein tiefgreifender Strukturwandel in der chemischen Industrie der DDR. Grundlage für diesen Strukturwandel war die ab 1959 errichtete Erdölleitung Freundschaft von den sowjetischen Erdölfeldern nach Schwedt, Leuna und Böhlen.
In den 1970er Jahren wurden in der DDR erhebliche Summen in neue Chemieanlagen bzw. in den Kapazitätsausbau investiert, so dass die Erdölverarbeitung im Jahre 1980 auf 22 Millionen Tonnen anstieg. Als die Sowjetunion ab 1982 die Erdöllieferungen, für die Preise unter Weltmarktniveau gezahlt wurden, deutlich verringerte, traf diese Reduktion die Chemieindustrie und die gesamte DDR-Wirtschaft hart. Neben der nachlassenden Rentabilität der Produkte auf dem Weltmarkt traten in den 1980er Jahren Umweltschäden durch die chemische Industrie der DDR in den Mittelpunkt der Aufmerksamkeit, bis hin zur Bildung von oppositionellen Umweltgruppen. Die chemische Industrie der DDR nahm Ende der 1980er Jahre mit rund 18 % der industriellen Bruttoproduktion den zweiten Platz hinter dem Industriebereich Maschinen- und Fahrzeugbau ein.
Der Minister für Chemische Industrie amtierte bis zum Rücktritt des von Willi Stoph geleiteten Ministerrats am 7. November 1989. Zum 1. Januar 1990 wurde das Ministerium für Chemische Industrie aufgelöst. Rechtsnachfolger wurde das neugebildete Ministerium für Schwerindustrie, in dem auch die Ministerien für Geologie, Erzbergbau, Metallurgie und Kali sowie Kohle und Energie aufgingen.

## Unterstellte Kombinate

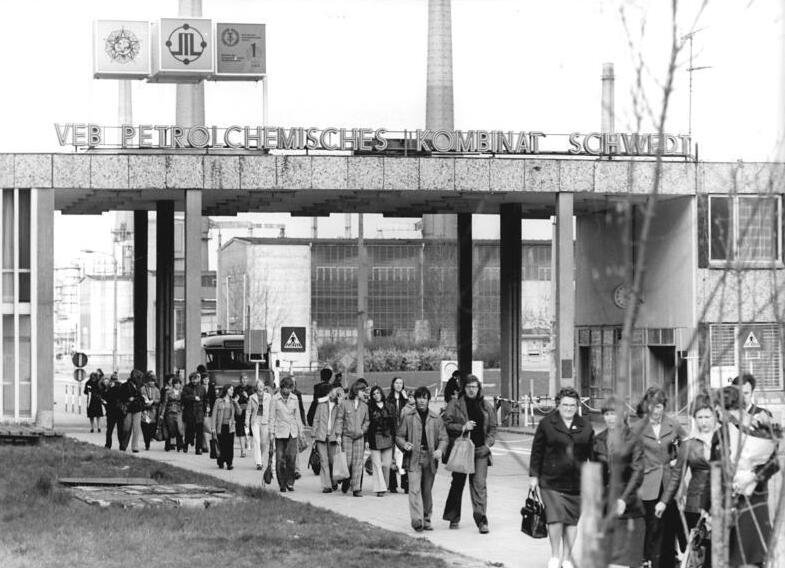
Werkseingang zum VEB Petrolchemisches Kombinat (PCK) in Schwedt (1979)

Dem Ministerium für Chemische Industrie unterstanden folgende zentralgeleitete Kombinate (Stand 1982):
| Direkt unterstellte Kombinate             | Sitz           | Beschäftigte |
| ----------------------------------------- | -------------- | ------------ |
| VEB Petrolchemisches Kombinat (PCK)       | Schwedt        | 27.500       |
| VEB Leuna-Werke „Walter Ulbricht“         | Leuna          | 30.000       |
| VEB Chemische Werke Buna                  | Schkopau       | 30.000       |
| VEB Kombinat Synthesewerk (SYS)           | Schwarzheide   | 12.000       |
| VEB Kombinat Plast- und Elastverarbeitung | Berlin         | 32.000       |
| VEB Chemiefaserkombinat „Wilhelm Pieck“   | Schwarza       | 29.000       |
| VEB Chemiekombinat Bitterfeld (CKB)       | Bitterfeld     | 32.000       |
| VEB Kombinat Agrochemie                   | Piesteritz     | 15.000       |
| VEB Pharmazeutisches Kombinat GERMED      | Dresden        | 15.000       |
| VEB Kombinat Lacke und Farben (Lacufa)    | Berlin         | 8.000        |
| VEB Fotochemisches Kombinat               | Wolfen         | 18.500       |
| VEB Reifenkombinat (Pneumant)             | Fürstenwalde   | 10.000       |
| VEB Kosmetik-Kombinat                     | Berlin         | 7.500        |
| VEB Chemieanlagenbaukombinat              | Leipzig-Grimma | 32.000       |

Das VEB Kombinat Minol mit Sitz in Berlin war dem Ministerium für Materialwirtschaft zugeordnet, das VEB Kombinat Zellstoff und Papier (Heidenau) dem Ministerium für Glas- und Keramikindustrie.
Mit anderer Datenbasis (meist Stichtag 30. Juni 1990) sind die Betriebe dieser Tabelle auch in der Liste von Kombinaten der DDR enthalten.

## Minister und Staatssekretäre
Sämtliche Minister und Staatssekretäre des Ministeriums für Chemische Industrie waren Mitglieder der SED.
Minister
- 1956–1958: Werner Winkler
- 1965–1966: Siegbert Löschau
- 1966–1989: Günther Wyschofsky

Staatssekretäre
- 1951–1953: Dirk van Rickelen
- 1953–1956: Werner Winkler
- 1956–1958: Hans Adler
- 1965–1969: Karl-Heinz Schäfer
- 1969–1975: Karl Kaiser
- 1975–1989: Guido Quaas
- 1977–1983: Hans-Joachim Kozyk
- 1985–1989: Siegfried Hanne